# 圣巴泰勒米-德比西耶尔
圣巴泰勒米-德比西耶尔（法語：Saint-Barthélemy-de-Bussière，法語發音：[sɛ̃ baʁtelemi də bysjɛʁ]，意为“比西耶尔的圣巴泰勒米”）是法国多尔多涅省的一个市镇，位于该省北部，属于农特龙区。该市镇总面积15.01平方公里，2009年时的人口为232人。

## 交通
多尔多涅省省道D112线经过境内。

## 人口
圣巴泰勒米-德比西耶尔人口变化图示